# شون كيلي (لاعب كرة قدم)
شون كيلي (بالإنجليزية: Shaun Kelly)‏ (11 ديسمبر 1988 في المملكة المتحدة - ) هو لاعب كرة قدم بريطاني في مركز الدفاع. لعب مع نادي بالا تاون ونادي بيرتن ألبيون ونادي تشستر سيتي ونادي جنوب ملبورن وVauxhall Motors F.C. ‏ وإف سي هاليفاكس تاون وPort Melbourne SC ‏.

## وصلات خارجية
- شون كيلي على موقع قاعدة بيانات كرة القدم.إي يو (الإنجليزية)
- شون كيلي على موقع Soccerbase.com (لاعب) (الإنجليزية)